# (20241) 1998 DV23
1998 دي في 23 (ويعرف أيضًا باسم (20241) 1998 دي في 23 وفق تسمية الكوكب الصغير) (بالإنجليزية: 1998 DV23)‏ هو كويكب ضمن حزام الكويكبات؛ وترتيبه 20241 من حيث الاكتشاف.
اكتُشف هذا الجُرم الفلكي بواسطة OCA–DLR Asteroid Survey ‏ في 27 فبراير 1998.

## وصلات خارجية
- (20241) 1998 DV23 في قاعدة بيانات مختبر الدفع النفاث لأجرام النظام الشمسي الصغيرة

- الاكتشاف · مخطط المدار ·  العناصر المدارية · المعلمات المادية

- (20241) 1998 DV23 على موقع ويكي سكاي: DSS2, SDSS, GALEX, IRAS, Hydrogen α, X-Ray, Astrophoto, Sky Map, Articles and images